# Tonstad
Tonstad is een plaats in de Noorse gemeente Sirdal, provincie Agder. Tonstad telt 722 inwoners (2007) en heeft een oppervlakte van 1,3 km². Tot 1960 was Tonstad een zelfstandige gemeente, die in dat jaar fuseerde met Øvre Sirdal tot de huidige gemeente. In Tonstad is het gemeentebestuur gevestigd. In het dorp zetelt tevens de electriciteitsproducent Sira-Kvina Kraftselskap. 